# اینک انسان (هیرونیموس بوش)
اینک انسان (انگلیسی: Ecce Homo) یک نقاشی در سبک فراواقع‌گرایی از مصائب عیسی می‌باشد که در بین سال‌های ۱۴۷۵ تا ۱۴۸۵ میلادی، توسط هیرونیموس بوش با استفاده از رنگ‌روغن و بر روی چوب خلق شد.
این اثر اکنون در مالکیت موزه اشتادل و دیگر نسخهٔ آن در موزه هنرهای زیبای بوستون قرار دارد.
نقاشی عنوان خود را از واژه‌های لاتین اکو هومو به معنی «این مرد را نگهدارید» که توسط فرمانده رومی پونتیوس پیلاطس هنگامی که مسیح از مقابل یک جمعیت خشمگین عربده‌کش در اورشلیم پیش از محکوم شدن به مصلوب شدن عبور می‌کرد گفته شد.

## شرح
اکو هومو نشان می‌دهد که عیسی مسیح به‌حالت برهنه توسط اعضای شورای رومی که در کنار سربازان در کنار هم قرار گرفته‌اند در برابر مردم ظاهر شده‌است. مردم عیسی را که یک تاج خاردار بر سر دارد مسخره کرده و دست می‌اندازند.
دستان او در زنجیر است در حالی که قرمزی بر روی پاها، دستان و سینه اش حاکی از آنست که او مورد ضرب و شتم قرار گرفته‌است. گفتگوی بین پیلاطس و جمعیت با سه کتیبه هنر گوتیک که در نزدیکی دهان سر دسته‌های اصلی قرار دارد نشان داده می‌شود. این کار به شیوه ای مشابه با باندرول‌ها یا بلندگوهای گفتاری مورد استفاده در کمیک‌های مدرن عمل می‌کند. در پاسخ به فریاد پیلاطس که؛ بگیرید این مرد را؛ جمعیت فریاد می‌زند؛ او را به صلیب بکشید؛ نسخه دیگری از این نقاشی شامل این جمله است که؛ ای نجات دهنده، ما را نجات بخش؛ که آنرا می‌توان در پایین سمت چپ پرده نقاشی مشاهده کرد که از دهان دو مؤمن گفته می‌شود اما بعداً روی آن با نقاشی دیگری پوشانده شده‌است. این شیوه معمول بوش است که نقاشی با تصاویر نمادین مشخص می‌شود و بسیار قابل توجه است که به قرار دادن دو حیوان که به‌طور معمول به عنوان نماد شر در نماد مسیحی محسوب می‌شود توجه کنیم. بیشتر قابل توجه قرار داشتن یک جغد بالای سر پیلاته و یک قورباغه غول پیکر که بر روی سپر یکی از سربازان قرار گرفته‌است می‌باشد.
بخش چهارم سمت راست بالای این نقاشی یک منظره شهر خود مختاری را نشان می‌دهد که نشانگر اورشلیم است که از سبک گوتیک یک شهر آشنای هلندی اقتباس و نقاشی شده‌است.